# Harry Hudson
Harry Hudson (Englewood, 2 giugno 1993) è un cantautore statunitense.
Ha pubblicato il suo album di debutto Yesterday's Tomorrow Night nel 2018 via Roc Nation. Nel 2020 ha pubblicato il suo secondo album Hey, I'm Here For You.

## Biografia
Nato in New Jersey, Hudson si è trasferito a Los Angeles insieme alla sua famiglia durante l'infanzia. Durante l'adolescenza matura un interesse per il rap, tuttavia nel 2011 l'incontro con l'allora vicepresidente della Death Row Records John Atterberry lo indirizza verso il canto. Ai tempi già ascoltatore di musica rap e pop, Hudson inizia ad ascoltare anche musica country, il che lo indirizzerà verso uno stile completamente differente dal rap. In questi anni Hudson stringe amicizia con personaggi famosi come le sorelle Kylie Jenner e Kendall Jenner e i fratelli Willow Smith e Jaden Smith, che lo aiuteranno ad ottenere rilevanza come personaggio pubblico.  All'età di 20 anni gli viene tuttavia diagnosticato il Linfoma di Hodgkin, malattia che lo obbligherà a svariate sessioni di chemioterapia. Quest'esperienza negativa ispirerà gran parte della sua produzione musicale iniziale.

## Carriera
Nel 2014 Hudson pubblica il suo singolo di debutto Learn 2 Love in maniera completamente indipendente. Nel 2015 pubblica invece l'EP Treatment (A-Side) e il singolo Gemineyes, e partecipa inoltre alla campagna Teen Cancer America in qualità di testimonial. Sconfitta la malattia si trasferisce a New York insieme a Jaden e lavora con lui e col regista X Models sul cortometraggio Can Cowboys Cry, che include alcune sue canzoni: Cry for Love, Yellow Lights, No Good, Gone. Nel 2018 pubblica la collaborazione con Jaden Just Slide via Roc Nation: si tratta della sua prima pubblicazione attraverso una major discografica. Sempre tramite Roc Nation pubblica il suo album di debutto Yesterday's Tomorrow Night, pubblicato sempre nel 2018 ma che non include il citato singolo. Nei mesi successivi esegue i suoi primi concerti da headliner e apre alcuni show del DJ Kygo.
Nel 2019 pubblica i singoli Pendulum, Mean To Love e Can't Let Go, quest'ultimo in collaborazione con Frank Walker. Nel 2020 pubblica svariati altri singoli, tra cui una collaborazione con Astrid S nel brano Closing Doors. Nel novembre 2020 pubblica il suo secondo album in studio, Hey, I'm Here For You.

## Filantropia
Con la sua partecipazione alla campagna Teen Cancer America, Hudson ha contribuito alla raccolta di fondi atti a finanziare la costruzione di una clinica specializzata presso l'Università Vanderbilt.

## Discografia

### Album
- 2018 - Yesterday's Tomorrow Night
- 2020 - Hey, I'm Here For You

### EP
- 2015 - Treatment (A-Side)

### Singoli
- 2014 - Learn 2 Love
- 2018 - Just Slide (feat. Jaden Smith)
- 2019 - Pendulum
- 2019 - Mean To Love
- 2019 - Can't Let Go
- 2020 - Let Me
- 2020 - Give Up On Us
- 2020 - Intimidating
- 2020 - Cloosing Doors (feat. Astrid S)